# Axe (typographie)
Pour les articles homonymes, voir Axe.
En typographie, l'axe désigne la ligne (imaginaire) plus ou moins inclinée qui caractérise un caractère ou une famille de caractères. Cet axe est lié à la répartition des pleins et des déliés.
La classification Vox-Atypi prend en compte la notion d'axe, et donc l'inclinaison de la lettre. Ainsi, les réales ont un axe vertical ou quasi-vertical, tandis que les humanes ont un axe nettement incliné à gauche.

Fonte Gill Sans : mise en évidence de l'axe vertical sur la lettre o.
Fonte Lucida Blackletter : mise en évidence de l'axe oblique sur la lettre e.